# 2018-as magyar labdarúgókupa-döntő
A 2018-as magyar labdarúgókupa-döntő volt a sorozat 108. döntője. A finálét az Újpest FC és a Puskás Akadémia csapatai játszották. A találkozót 2018. május 23-án a Groupama Arénában rendezték meg 11 270 néző előtt.

## Előzmények
Története során először jutott a Magyar Kupa döntőjébe a Puskás Akadémia, míg az Újpest ezt megelőzően már kilencszer hódította el a kupát, legutóbb 2014-ben, míg 2016-ban ugyan döntőbe került, ám ott a Ferencváros legyőzte 1–0-ra.
Ahogyan az ezt megelőző három évben, most is a zöld-fehérek otthonában, a Groupama Arénában rendezik a finálét. Érdekesség, hogy mind a három alkalommal az egyik mérkőző fél a Ferencvárosi TC volt: 2015-ben a Videotont 4–0-ra, 2016-ban az Újpestet 1–0-ra győzte le, 2017-ben pedig Vasassal 1–1-es döntetlent játszott, csak büntetőbárbajjal dőlt el a kupa sorsa, 5–4-re a zöld-fehérek javára.
Története során mindössze tizenegyedszer találkozott a két csapat, viszont a Magyar kupában először, mindjárt a döntőben. Négy bajnoki idényben is játszottak már egymás ellen, a 2017-18-as szezonban mind a három mérkőzésen a Puskás Akadémia győzött, míg az azt megelőző szezonban pedig mind a háromszor döntetlen eredmény született. Legutóbb az Újpest napra pontosan 3 évvel ezelőtt, 2015. május 23-án tudta legyőzni aktuális ellenfelét a Pancho Arénában, mégpedig 5–4-re. Érdekesség, hogy azon a mérkőzésen a Puskás Akadémia mind a négy gólját Tischler Patrik szerezte, és Jonathan Heris az Újpestnek szerzett gólt, míg most az ellenfél csapatát erősíti.

## Út a döntőig
Az eredmények az adott csapat szempontjából szerepelnek.
| Puskás Akadémia               | Puskás Akadémia | Puskás Akadémia | Puskás Akadémia | Szakasz       | Újpest                           | Újpest         | Újpest  | Újpest  |
| ----------------------------- | --------------- | --------------- | --------------- | ------------- | -------------------------------- | -------------- | ------- | ------- |
| Kaposvári Rákóczi FC (NB III) | 3–1 (i)         | 3–1 (i)         | 3–1 (i)         | 6. forduló    | Öttevény TC (megye I)            | 6–0 (i)        | 6–0 (i) | 6–0 (i) |
| Eger FC (megye I)             | 6–0 (i)         | 6–0 (i)         | 6–0 (i)         | 7. forduló    | Gödöllői SK (megye I)            | 3–0 (i)        | 3–0 (i) | 3–0 (i) |
| Kisvárda Master Good (NB II)  | 1–0 (i)         | 1–0 (i)         | 1–0 (i)         | 8. forduló    | Vecsési FC (NB III)              | 5–0 (i)        | 5–0 (i) | 5–0 (i) |
| Zalaegerszegi TE (NB II)      | 2–1             | 0–1 (i)         | 2–0 (h.u.) (o)  | Nyolcaddöntők | Paksi FC (NB I)                  | 4–0            | 2–0 (o) | 2–0 (i) |
| Diósgyőri VTK (NB I)          | 3–1             | 0–1 (o)         | 3–0 (i)         | Negyeddöntők  | MTK Budapest FC (NB II)          | 4–4 (i.l.t.g.) | 2–1 (o) | 2–3 (i) |
| Debreceni VSC (NB I)          | 4–2             | 4–0 (o)         | 0–2 (i)         | Elődöntők     | Balmaz Kamilla Gyógyfürdő (NB I) | 2–1            | 2–1 (o) | 0–0 (i) |

Jelmagyarázat: h.u. = hosszabbítás után; i.l.t.g. = idegenben lőtt több góllal;

## A mérkőzés előtt
A labdarúgó Magyar Kupa a magyar bajnokság után a második legrangosabb hazai versenysorozat, melynek a győztese indulhat a 2018–2019-es Európa-liga első selejtezőkörében. Kupadöntőre 1910-ben került sor először, összesen pedig 77 alkalommal rendezték meg.
Kiemelt rangja ellenére a Magyar Kupának egészen a 2018-as döntőig nem volt egységes arculata, melyet a televíziós közvetítésektől kezdve a helyszíni jelenléten át a sajtótermékekig használhattak volna a média munkatársai, így a Magyar Labdarúgó Szövetség örömmel mutatta be a Magyar Kupa új logóját is a sajtóeseményen.
Érdekesség, hogy mindkét kispadon ülő vezetőedző elhódította már korábban a kupát, és igazi specialistáknak nevezhetőek, hiszen Pintér Attila ötödik, Nebojsa Vignjevics pedig a harmadik döntőjére készül.
Sokat tettünk azért, hogy itt lehessünk. Egy kupadöntő mindig különleges izgalmakat tartogat, hiszen egy meccsen dől el minden, nincs lehetőség a javításra. Mind a klub, mind a játékosok életében óriási siker lenne a győzelem, hiszen történelmi lehetőség kapujában áll a Puskás Akadémia.
Mondhatom, hogy a kupasorozatok a kedvenceim közé tartoznak, ezek igazán különleges meccsek, hiszen egy nap alatt eldőlt minden, nyersz vagy veszítesz. Mi a szezon során már háromszor is kikaptunk a holnapi ellenfelünktől, de biztos vagyok benne, hogy ennek nem lesz jelentősége a döntőben. Nemcsak a sikerért, de a szurkolóinkért is küzdeni fogunk majd, hiszen sokszor tizenkettedik játékosként állnak a csapat mögött, szeretnénk kiszolgálni őket.
Két azonos képességű csapat találkozik majd a döntőben. Úgy gondolom, az fogja eldönteni az összecsapást, hogy melyik csapat tudja megvalósítani a saját játékát, ki az, aki kevesebbet hibázik majd, és persze kulcsfontosságú lesz a helyzetkihasználás.
Első kupadöntőmre készülök, szeretnék százszázalékos maradni. Nagy dolog lenne a történelmi, tizedik sikerét megszerezni a klubnak, ezt a szurkolók támogatásából is érzem, hiszen folyamatosan kapjuk az üzeneteket, érezzük a támogatást, a győzelmen kívül nem is gondolhatunk másra, így a bajnokságban elszenvedett három vereségre sem.

## A mérkőzés

### Részletek
| Döntő 2018. május 23., szerda 20:00 (tv: M4 Sport) |

| Puskás Akadémia FC                                                  | 2 – 2 (h. u.)       | Újpest FC                                           |
| ------------------------------------------------------------------- | ------------------- | --------------------------------------------------- |
| Knežević (1–0) 38' Perošević (2–2) 66' Márkvárt 60' Hegedüs L. 113' | (1 – 0) Jegyzőkönyv | 55' (1–1) 88' Zsótér 62' (1–2) Bojović 105' Nwobodo |
| Büntetőpárbaj                                                       |                     |                                                     |
| Perošević Bačelić-Grgić U. Diallo Henty Balogh Hegedűs J.           | 4 – 5               | Onovo Litauszki A. Diallo Balázs Zsótér Bojović     |

| Groupama Aréna, Budapest Nézőszám: 11 270 Játékvezető: Andó-Szabó (magyar) Asszisztensek: Buzás, Szécsényi |

| A 2017–2018-as Magyar Kupa győztese |
| ----------------------------------- |
| Újpest FC 10. cím                   |

A 14. percben az Újpest előtt adódott a döntő első helyzete, de Pauljević hét méterről a felső lécet találta el. A felcsútiak részéről Spandler találhatott volna be, miután Litauszki mentése rövid volt, a védő lövését azonban Pajović lábbal védte. A 38. percben vezetést szerzett a Puskás Akadémia: Henty passzába Litauszki rosszul ért bele, Knežević pedig 11 méterről kilőtte a jobb sarkot; (1–0).
A második félidőt kitűnően kezdte az Újpest, az 55. percben Zsótér óriási gólt lőtt 25 méterről a bal felsőbe; (1–1). Nem sokkal később, a 62. percben Bojović fejelt nyolc méterről a kapuba; (1–2).  A 66. percben ismét egyenlő volt az állás: Balogh kitűnő labdája után Perošević 11 méterről helyezett a hálóba; (2–2).
Több gól nem született, így jöhetett a kétszer 15 perces hosszabbítás, ahol nem esett gól. 11-esekkel 5-4-re nyert az Újpest. Az első öt körben Balázs és Henty hibázott, majd Bojović belőtte, Hegedűs János lövését azonban megfogta Pajović, így a lilák megnyerték a finálét.
Nebojsa Vignjevics másodszor vezette kupagyőzelemre az Újpestet, összességében ez a klub 10. kupagyőzelme, és ezzel immár biztos, hogy a csapat indulhat az Európa-ligában. Míg Pintér Attila másodszor veszített el finálét 11-esekkel (korábban a Vasassal).
Mérkőzés utáni nyilatkozatok:
Nebojsa Vignjevics – a története 10. kupadöntőjét megnyerő Újpest mestere – a szurkolókra és játékosaira is büszke, főként azért, mert jobb egyéni képességekkel rendelkező ellenfelet tudtak legyőzni. A szerb szakember elárulta, a klubnál töltött öt évet egy picivel többnek érzi:
Az utolsó lövéssel nyertük meg a mérkőzést, rendkívül keményen dolgoztunk, kialakítottuk a helyzeteinket. Ahogyan korábban mondtam, az a képesség, amellyel a Puskás Akadémia játékosai rendelkeznek, az Újpest viszont kevésbé, ezúttal is megmutatkoztak. Nagyon kevés terület elég nekik ahhoz, hogy könnyű gólokat szerezzenek, nálunk ez nincs meg. A legfontosabb, hogy nyertünk, arra senki nem fog emlékezni, hogyan tettük. Büszke vagyok a játékosaimra és a szurkolóinkra is, mindenkinek gratulálok, köszönettel tartozom a családomnak. A legnagyobb hibám az volt, hogy az Újpesthez jöttem, mert 5 év alatt 25-öt öregedtem. Csodálatos érzés nyerni, csak az tudhatja milyen, aki már átélte.
Pintér Attila, a felcsútiak vezetőedzője – aki az ötödik kupadöntőjében harmadszor vesztett – azért volt szűkszavú, mert attól tartott, eltiltással büntethetik, ha kimondaná, amire gondol. Annyit azért elárult, egy bírói ítélet bosszantotta a lefújás után:
Mi és a játékosaink emelt fővel mehetünk haza. Egy igazi kupamérkőzés volt, mindent elkövettünk a győzelem érdekében, a tizenegyespárbaj az már lutri, de jövő héten is le szeretnék ülni a kispadra, ezért nem mondanék többet. Egy jó mérkőzés volt, mindkét oldalon elkövettek mindent a játékosok. Nézze meg mindenki a második percet.

### Összeállítások
| Puskás Akadémia | Újpest |